# سوربوتان
سوربوتان نام تجاری یک پلیمر اورتان ویسکوالاستیک مصنوعی است که به عنوان کمک فنر و میراگر ارتعاش استفاده می شود. این محصول توسط سوربوتان اینک(Sorbothane Inc)مستقر در کنت اوهایو تولید شده است.

## تاریخچه
سوربوتان در سال 1982 توسط دکتر موریس هیلز  مخترع انگلیسی اختراع و ثبت شد. با مخلوط کردن پلیول و ایزوسیانات  تهیه شد .  تحقیقات او در مورد خصوصیات اتلاف انرژی بافت نرم انسان ، ساختاری کاملاً شبیه به شبکه پلیمری نفوذی را فاش کرد. این منجر به سنتز اولین شبکه تجاری نفوذ همزمان تجاری شد که اکنون سوربوتان نامیده می شود.  دکتر هیلز در حق ثبت اختراع خود نوشت: "پلیمر جامد حاصل ، مانند نیمه مایع رفتار می کند ، به راحتی توسط یک نیروی اعمال شده تغییر شکل داده و بازیابی آن کند می شود ، اگرچه در صورت عدم وجود چنین نیرویی شکل و حجم مشخصی به خود می گیرد". در سال 1976 ، وی درمورد اختراع خود با شرکت توسعه تحقیقات ملی (NRDC) تماس گرفت. NRDC تقریباً 10 هزار پوند برای کمک به او در بهبود و ثبت اختراع پلیمر هزینه کرد. صنایع BTR مجوز فروش آنها را از NRDC دریافت کرده است.

## خواص
این ماده ترکیبی از برخی از خواص لاستیک ، سیلیکون و سایر پلیمرهای الاستیک است . در نظر گرفته شده است که این ماده یک ماده خوب میراگر ویبره ، عایق صوتی و بسیار با دوام است. مقدار زیادی غیرمعمول انرژی از جسمی که به سوربوتان ریخته می شود ، جذب می شود. کیفیت و احساس میرایی سوربوتان به گوشت تشبیه شده است.
سوربوتان ماده ای ویسکو الاستیک است ، به این معنی که دارای دو خاصیت مایعات (محلول های چسبناک ) و جامدات ( مواد الاستیک ) است که با مدت زمان آرامش دو ثانیه است.  از آنجا که رفتار الاستیک ویسکویی در کاربردهای شوک و لرزش مطلوب است ، بسیاری از مواد ادعا می کنند که ویسکوالاستیک هستند. با این حال ، بسیاری از این مواد فقط دارای خواص ویسکوالاستیک هستند.
مواد مشابه شامل نوربورنن ، نئون و استرو سرب است.

## کاربردها
سوربوتان کاربردهای صنعتی بسیاری دارد ، از محافظ صوتی گرفته تا پایه های ماشین. با بسته بندی در اطراف هارد دیسک و سایر اجزای چرخنده پر سر و صدا ، برای ساکت کردن رایانه های شخصی استفاده می شود. سوربوتان انتقال ارتعاشات حاصل از سخت افزار ارتعاشی را کاهش می دهد. علاوه بر این ، سوربوتان توسط ناسا برای جداسازی ارتعاشات ، در بنای یادبود نیروی هوایی و انتقال زنگ آزادی استفاده شده است . در حال حاضر از آن با کفی و پاشنه پا استفاده می شود تا اثرات آن را در هنگام فعالیت های ورزشی مانند فوتبال ، کریکت و راگبی جذب کند . همچنین در لنت های عقب انداز اسلحه استفاده می شود.